# Anomalepis
Anomalepis es un género de serpientes de la familia Anomalepididae. Incluye cuatro especies de serpientes ciegas que se distribuyen por Sudamérica y América Central. 

## Especies
Se reconocen a las siguientes especies:
- Anomalepis aspinosus Taylor, 1939 - Norte de Perú.
- Anomalepis colombia Marx, 1953 - Caldas (Colombia).
- Anomalepis flavapices Peters, 1957 - Noroeste de Ecuador.
- Anomalepis mexicanus Jan, 1860 - Sur de América Central.